# Hamilton (ancienne circonscription fédérale)
Pour les articles homonymes, voir Hamilton.
Circonscription électorale fédérale du Canada
Hamilton est une circonscription électorale fédérale de l'Ontario, représentée de 1867 à 1904.
C'est l'Acte de l'Amérique du Nord britannique de 1867 qui crée le district électoral d'Hamilton. De 1872 à 1904, la circonscription fut représentée par deux députés. Abolie en 1903, elle est divisée parmi Hamilton-Est et Hamilton-Ouest.

## Géographie
En 1867, la circonscription d'Hamilton comprenait:
- La cité d'Hamilton

## Députés
| 1re                                                         | 1867–1872 |  | Charles Magill        | Libéral              |                       |                         |                           |
| 2e                                                          | 1872–1874 |  | Daniel Black Chisholm | Libéral-conservateur |                       | Henry Buckingham Witton | Conservateur travailliste |
| 3e                                                          | 1874–1875 |  | Andrew Trew Wood      | Libéral              |                       | Aemilus Irving          | Libéral                   |
| 3e                                                          | 1875-1878 |  | Andrew Trew Wood      | Libéral              |                       | Aemilus Irving          | Libéral                   |
| 4e                                                          | 1878–1882 |  | Francis Edwin Kilvert | Conservateur         |                       | Thomas Robertson        | Libéral                   |
| 5e                                                          | 1882–1887 |  | Francis Edwin Kilvert | Conservateur         |                       | Thomas Robertson        | Libéral                   |
| 6e                                                          | 1887–1891 |  | Alexander McKay       | Conservateur         |                       | Adam Brown              | Conservateur              |
| 7e                                                          | 1891–1896 |  | Alexander McKay       | Conservateur         | Samuel Shobal Ryckman | Conservateur            |                           |
| 8e                                                          | 1896–1900 |  | Andrew Trew Wood (2)  | Libéral              |                       | Thomas Henry Macpherson | Libéral                   |
| 9e                                                          | 1900–1904 |  | Samuel Barker         | Conservateur         |                       | Francis C. Bruce        | Conservateur              |
| Circonscription divisée dans Hamilton-Est et Hamilton-Ouest |           |  |                       |                      |                       |                         |                           |